# Maringlen Shoshi
Maringlen Shoshi (sinh 29 tháng 1 năm 1987 ở Fier) là một cầu thủ bóng đá Albania. Hậu vệ hiện tại thi đấu cho Bylis Ballsh ở Kategoria Superiore và kể từ 2008 anh là đội trưởng của câu lạc bộ mặc dù lúc đó chỉ 21 tuổi. Anh được cho mượn đến KS Besa Kavaje thi đấu các trận trước Grasshopper Club Zürich ở Intertoto Cup.
Maringlen ra mắt cho đội tuyển quốc gia Albania trước Greuther Furth trong trận giao hữu ngày 9 tháng 10 năm 2009.

## Danh hiệu

### Câu lạc bộ
Bylis Ballsh
- Giải bóng đá hạng nhất quốc gia Albania (1): 2014–15[2]